# Гаміш Керр
Гаміш Керр (англ. Hamish Kerr, нар. 17 серпня 1996) — новозеландський легкоатлет, який спеціалізується в стрибках у висоту.

## Спортивні досягнення
Бронзовий призер чемпіонату світу в приміщенні (2022).
Фіналіст (10-е місце) Олімпійських ігор (2021).
Дворазовий чемпіон Океанії (2019, 2022).
Чемпіон Ігор Співдружності (2022).
Багаторазовий чемпіон Нової Зеландії (2017—2022).
Рекордсмен Нової Зеландії у стрибках у висоту.